# Robert Hohlbaum

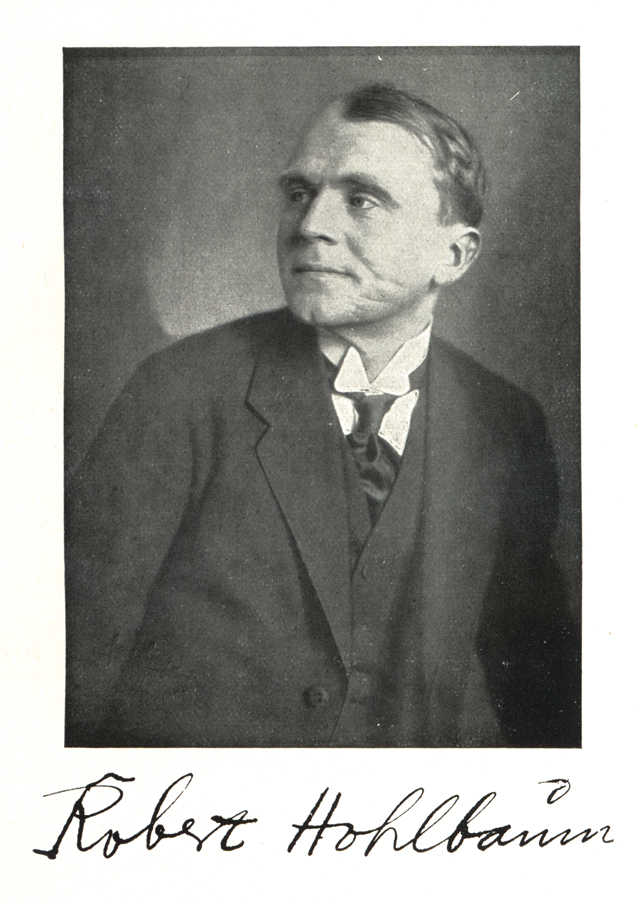
Robert Hohlbaum

Robert Hohlbaum (* 28. August 1886 in Jägerndorf, Österreich-Ungarn; † 4. Februar 1955 in Graz) war ein österreichischer Bibliothekar und Schriftsteller. Er war aktiver Unterstützer der Kulturpolitik des nationalsozialistischen Dritten Reiches.

## Biographie
Der Sudetendeutsche Robert Hohlbaum war ein Bruder des Chirurgen Josef Hohlbaum und Sohn des Industriellen Alois Hohlbaum (1854–1906) und dessen Frau Clothilde, geborene Micklitz.
Hohlbaum ging in Jägerndorf und Troppau zur Schule und studierte im Anschluss an der Universität Graz und an der Universität Wien erst ein Semester Rechtswissenschaften, dann Germanistik und Geschichte. In Wien wurde er 1910 mit der Dissertation Die Marienburg im Drama zum Dr. phil. promoviert. Während seines Studiums wurde er 1905 Mitglied der Burschenschaft Stiria Graz. 1923 wurde er Mitglied der Burschenschaft Carolina Prag, 1937 der Burschenschaft Germania Leoben zu München, 1949 der Burschenschaft Leder Leoben und 1952 der Burschenschaft Silesia Wien. Er war Ehrenmitglied der Sängerschaft Arion Leipzig und der Sängerschaft Ghibellinia Barden Wien.
Seine berufliche Tätigkeit als Bibliothekar an der Universitätsbibliothek Wien gab ihm neben seinen schriftstellerischen Niederschriften eine ausreichende materielle Absicherung; außerdem war er als Autor für die Wochenschrift Die Muskete tätig. In dieser Zeit entstand seine Freundschaft zu Mirko Jelusich und Rudolf Hans Bartsch. Hohlbaum war auch Feuilletonist und kurzzeitig Schriftleiter bei der Zeitschrift Wiener Mittag.
Am Ersten Weltkrieg nahm er bis 1918 als k.u.k. Offizier teil. Vom Zusammenbruch der österreich-ungarischen Monarchie 1918 schwer betroffen, suchte Robert Hohlbaum Anschluss an die Großdeutsche Volkspartei und wurde zu einer führenden Persönlichkeit der rechtsliberalen Literatur der Ersten Republik Österreichs. Außerdem war er Mitglied der katholischen Deutschen Gemeinschaft Österreichs, der auch Arthur Seyß-Inquart, Engelbert Dollfuß, Karl Wache, Emmerich Czermak und Hermann Neubacher angehörten.

### Aufenthalt in Deutschland
Nach dem Anschluss Österreichs 1938 an das Deutsche Reich veröffentlichte Robert Hohlbaum als Beitrag das Bekenntnisbuch österreichischer Dichter, herausgegeben vom Bund deutscher Schriftsteller Österreichs, das den Anschluss aus wirtschaftlichen Gründen begrüßte.
Nach 1933 halfen Hohlbaum seine Verbindungen zu Amtsträgern in Deutschland. Er trat am 1. Mai 1933 der NSDAP bei (Mitgliedsnummer 1.616.477). Zwei Jahre vor dem Zweiten Weltkrieg wurde er 1937 deutscher Staatsbürger und übernahm in Duisburg die Leitung der Stadtbibliothek. 1942 wurde er bis 1944 Direktor der Herzogin-Anna-Amalia-Bibliothek in Weimar. In dieser Zeit folgte ihm auch der Bibliothekar Richard Dobel aus Hamburg nach Thüringen. Zu seinen Freunden zählte außer ihm der aus Österreich stammende Germanist und Bibliothekar Franz Koch. 1944 gab es wegen einer Publikation von Hohlbaum ideologische Differenzen mit der Gauleitung in Thüringen, die schließlich zu seiner bibliothekarischen Beurlaubung führten. Hohlbaum begab sich anschließend auf eine Lesereise in seine Geburtsstadt Jägerndorf. Dort begegnete er dem Soldaten, Bibliothekar und Lyriker Hanns Cibulka, der ihn nach dem Zusammenbruch mehrfach in Weimar traf. Ansonsten arbeitete er als Schriftsteller und leistete Vorarbeiten zu den Büchern, die nach 1945 nur noch in den Westzonen und in Österreich verlegt werden konnten. 1944 publizierte er im nationalsozialistischen Bozner Tagblatt. Hohlbaum stand auf der im August 1944 erstellten Gottbegnadeten-Liste des Reichsministeriums für Volksaufklärung und Propaganda. Er war korrespondierendes Mitglied der Prager Akademie der Wissenschaften.

### Letzte Lebensjahre
Nach Kriegsende wurden Hohlbaums Schriften Heldische Prosa (Reclam, Leipzig 1934), Der Held von Kolberg (Loewe, Stuttgart 1935), Die Ahnen des Bolschewismus (Deutscher Hort-Verlag, Herrsching 1937), Das letzte Gefecht (Langen/Müller, München 1943) und Front der Herzen (Bischoff, Berlin 1944) in der Sowjetischen Besatzungszone auf die Liste der auszusondernden Literatur gesetzt. In der Deutschen Demokratischen Republik folgte auf diese Liste noch der Roman Zukunft (Staackmann, Leipzig 1922).
Robert Hohlbaum, der nach dem Mai 1945 kurzfristig als Hilfsgärtner und Ziegenhirte in Weimar tätig war, blieb trotz mehrerer Umzüge seinem Beruf als Schriftsteller treu und schrieb unter dem Titel Tedeum an einem Buch über Anton Bruckner. Nach Schwierigkeiten wurde ihm 1951 die Heimkehr nach Österreich ermöglicht, wo er sich in Henndorf bei Salzburg niederließ. Hohlbaum starb wenige Jahre nach seiner Rückkehr 1955 in Graz, wo er auf dem Petersfriedhof bestattet wurde.

## Ehrungen und Preise
- 1921: Bauernfeld-Preis
- 1924: Großer Preis der Kölner Zeitung
- 1944: Literaturpreis der Stadt Troppau
- 1944: Ehrenplakette des Deutschen Auslandsinstituts
- 1951: Adalbert-Stifter-Preis
- Namensstein in der Dichtersteinanlage Offenhausen
- Silberner Ehrenring (Rosenring) des Österreichischen Schriftstellerbundes

## Werke (Auswahl)
- Der ewige Lenzkampf, 1913
- Österreicher. Ein Roman aus dem Jahre 1866, 1914[8]
- Deutsche Gedichte. Ein Zyklus, 1916
- Simplicius Academicus, 1918
- Unsterbliche. Novellen, 1919
- Die Amouren des Magister Döderlein, 1920
- Grenzland, 1921
- Die Stunde der Sterne. In: Velhagen & Klasings Monatshefte März 1921. Erste Auflage. März 1921, Nr. 7. Velhagen & Klasing, Berlin, Bielefeld, Leipzig, Berlin März 1921, S. 7 (fortlaufend S. 84–90).
- Über alles in der Welt!, 1921
- Franz Karl Ginzkey. Sein Leben und Schaffen, 1921
- Fallbeil und Reifrock. Neue Novellen, 1921
- Zukunft. Roman, 1922
- Himmlisches Orchester, 1923
- Deutschland. Eine Sonettenfolge, 1923
- Die deutsche Passion, 1924
- Der wilde Christian. Roman, 1925
- Die Herrgotts-Symphonie, 1925
- Die Pfingsten von Weimar, 1926
- Die Raben des Kyffhäuser. Der Roman der Burschenschaft und ihres Zeitalters, 1927
- Das Paradies und die Schlange. Ein Roman aus Südtirol, 1928
- Winterbrautnacht. Novellen, 1929
- Das klingende Gift, 1930
- Der Kriegsminister, 1930
- Deutsches Leid in Österreich, 1930
- Die Stunde der Sterne. Eine Bruckner-Novelle, 1930
- König Volk, 1931
- Der Mann aus dem Chaos. Ein Napoleon-Roman, 1933
- Stein. Der Roman eines Führers, 1934
- Die Flucht in den Krieg, 1935
- Der Held von Kolberg, 1935
- Zweikampf um Deutschland. Roman, 1936
- Fröhlicher Vormärz. Zwei Novellen, 1936
- Grillparzer, 1938
- Die stumme Schlacht. Roman, 1939
- Der Kurfürst, 1940
- Die Königsparade, 1942
- Balladen vom Geist, 1943
- Das letzte Gefecht, 1943
- Symphonie in drei Sätzen. Novellen, 1943
- Tedeum, 1950
- Jesus-Legende, 1951
- Der Heiratsvermittler, 1953
- Der Zauberstab. Roman des Wiener Musiklebens, 1954